# Pulchellaranea pedunculata
Genre
Espèce
Pulchellaranea pedunculata, unique représentant du genre Pulchellaranea, est une espèce fossile d'araignées aranéomorphes de la famille des Araneidae.

## Distribution
Cette espèce a été découverte dans de l'ambre de la République dominicaine. Elle date du Néogène.

## Description
Le mâle holotype mesure 2,9 mm.

## Publication originale
- Poinar, 2015 : Pulchellaranea pedunculata n. gen. n. sp. (Araneae: Araneidae), a new genus of spiders with a review of araneid spiders in Cenozoic Dominican amber. Historical Biology, vol. 27, no 1, p. 103–108.